# Luma Cassai
Luma Cassai, também conhecida como Cassai Norte, é uma vila e comuna angolana que se localiza na província da Lunda Sul, pertencente ao município de Dala.